# Pasquale Borgomeo
Pasquale Borgomeo (Napels, 20 maart 1933 - Rome, 2 juli 2009) was een Italiaans jezuïet en journalist. Hij is vooral bekend als directeur-generaal en intendant van Radio Vaticaan.
Pasquale Borgomeo studeerde filosofie, literatuurwetenschappen en theologie. Hij promoveerde in de literatuurwetenschappen aan de Sorbonne in Parijs met L'Église de ce temps dans la prédication de St. Augustin. In 1970 werd hij hoofd van de redactie bij Radio Vaticaan, in 1983 programmadirecteur en in 1985 directeur-generaal en intendant. In 2005 werd hij veroordeeld wegens de installatie van zendermasten met een te hoge elektromagnetische straling. Hij werd echter vrijgesproken in hoger beroep. Hij ging in 2005 met pensioen en werd opgevolgd door Federico Lombardi.
- Biblioteca Nacional de España: XX1082092
- Bibliothèque nationale de France: cb12785346n (data)
- Gemeinsame Normdatei: 127217614
- International Standard Name Identifier: 0000 0000 6126 2873
- Nederlandse Thesaurus van Auteursnamen: 075138557
- Istituto Centrale per il Catalogo Unico: SBLV121140
- Système universitaire de documentation: 221584285
- Virtual International Authority File: 86724021
- WorldCat: E39PBJkD7yjjbMWgqpCbKgrwmd